# فریدپور، ملتان
فریدپور (به انگلیسی: Faridpur) یک منطقهٔ مسکونی در پاکستان است که در پنجاب واقع شده‌است. فریدپور ۱۲۰ متر بالاتر از سطح دریا واقع شده‌است.